# Дом-гостиница католического прихода
Дом-гостиница католического прихода — памятник архитектуры во Владикавказе, Северная Осетия. Объект культурного наследия России регионального значения. Учётное наименование в реестре объектов культурного наследия Северной Осетии — «Дом, где в 1903—1935 гг. жил первый хирург — оптик Осетии Лаврентий (Дзыбын) Борисович Газданов. 1910 г.».
Расположен в исторической части города на пересечении улиц Максима Горького, дом 43 и Бородинской, дом 11. Ближайшие объекты культурного наследия по улице Максима Горького — Римско-Католическое училище (дом 41), Особняк адвоката Далгата (дом 45).
С середины XIX здесь находился так называемый «польский квартал», где с 1860-х годов года находились католические храм святого Антония Падуанского, церковно-приходское училище и кладбище. Двухэтажное здание было построено в 1910 году напротив католического приходского училища, около одноэтажного флигеля 1870 года постройки и различных хозяйственных построек католического храма. Автор проекта не установлен. Предполагается, что ими был Павел Шмидт или Евгений Дескубес.
Здание использовалось в качестве жилого дома католического духовенства и гостиницы для гостей прихода. С 1911 года здесь проживал последний настоятель католического храма святого Антония Падуанского священник Антон Червинский, который в 1936 году был арестован по обвинению в контрреволюционной деятельности и в 1938 году расстрелян. Входит в группу новомучеников Российских. В настоящее время в Католический церкви проходит процесс причисления его к лику блаженных.
В 1922 году дом национализировали и передали городским властям. С середины 1920-х годов в доме проживали представители семьи Газдановых: врач, первый хирург-оптик Осетии и общественный деятель Лаврентий Борисович Газданов, мать писателя Гайто Газданова Вера Николаевна Газданова-Абациева.
В 1958 году снесли одноэтажный флигель. В 1959 году к дому вплотную по Бородинской улице пристроили четырёхэтажное жилое здание. В 1953 году производился капитальный ремонт. В мае 2021 года завершили ремонт и реставрацию фасадов.